# Bahnstrecke Čáslav–Močovice
| |                      |                                           |                                           |
| Kursbuchstrecke (SŽ): | -                    |                                           |                                           |
| Streckenlänge: | 4,21 km              |                                           |                                           |
| Spurweite: | 1435 mm (Normalspur) |                                           |                                           |
| |                      |                                           |                                           |
| \| \| \| von Třemošnice \| \| \| \| \| Verbindungsgleis zur Strecke Znojmo–Kolín \| \| \| \| 0,00 \| Čáslav místní nádraží \| Čáslav místní nádraží \| \| \| \| vlečka letiště Čáslav \| \| \| \| \| Znojmo–Kolín \| \| \| \| \| (Betriebsbahnhof) \| \| \| \| \| vlečka cukrovar Čáslav \| \| \| \| \| vlečka Zenit \| \| \| \| \| \| \| \| \| 4,21 \| Močovice \| Močovice \| \| \| \| vlečka cukrovar Močovice \| \| |                      |                                           |                                           |
| Strecke |                      | von Třemošnice                            | von Třemošnice                            |
| Abzweig geradeaus und von links |                      | Verbindungsgleis zur Strecke Znojmo–Kolín | Verbindungsgleis zur Strecke Znojmo–Kolín |
| Bahnhof | 0,00                 | Čáslav místní nádraží                     | Čáslav místní nádraží                     |
| Abzweig geradeaus und nach rechts |                      | vlečka letiště Čáslav                     | vlečka letiště Čáslav                     |
| Kreuzung geradeaus unten |                      | Znojmo–Kolín                              | Znojmo–Kolín                              |
| Dienststation / Betriebs- oder Güterbahnhof |                      | (Betriebsbahnhof)                         | (Betriebsbahnhof)                         |
| Abzweig geradeaus und ehemals nach rechts |                      | vlečka cukrovar Čáslav                    | vlečka cukrovar Čáslav                    |
| Abzweig geradeaus und nach links |                      | vlečka Zenit                              | vlečka Zenit                              |
| |                      |                                           |                                           |
| Dienststation / Betriebs- oder Güterbahnhof (Strecke außer Betrieb) | 4,21                 | Močovice                                  | Močovice                                  |
| Strecke (außer Betrieb) |                      | vlečka cukrovar Močovice                  | vlečka cukrovar Močovice                  |

Die Bahnstrecke Čáslav–Močovice war eine nur dem Güterverkehr dienende Eisenbahnverbindung in Tschechien, die ursprünglich durch die Österreichische Lokaleisenbahngesellschaft (ÖLEG) als staatlich garantierte Lokalbahn erbaut und betrieben worden ist. Sie verlief von Čáslav nach Močovice im Středočeský kraj. Die Strecke wurde 1965 stillgelegt, nur ein kurzes Stück im Stadtgebiet von Čáslav blieb als Anschlussbahn eines chemischen Betriebes erhalten.

## Geschichte
Am 30. Juli 1881 erhielt die ÖLEG „das Recht zum Baue und Betriebe einer als normalspurige Localbahn auszuführenden Locomotiveisenbahn von der Station Časlau der Časlau-Zawratezer Localbahn nach Močovic“ erteilt. Gesetzlich vorgeschrieben war, dass die neue Linie mit der schon vorhandenen Lokalbahn Časlau–Zawratez als einheitliches Unternehmen zu betrachten ist. Die ÖLEG wurde zudem verpflichtet, den Bau der Strecke sofort zu beginnen und bis zum 1. Oktober 1882 fertigzustellen und „dem öffentlichen Verkehre zu übergeben“.
Die ÖLEG eröffnete die Strecke am 30. Oktober 1882. Den Betrieb führte die ÖLEG selbst aus. 
Ab 1. Juli 1889 übernahm die Österreichische Nordwestbahn (ÖNWB) die Betriebsführung auf Rechnung des Eigentümers. Nach Verstaatlichung der ÖLEG am 1. Januar 1894 kam die Strecke ins Eigentum der k.k. Staatsbahnen (kkStB). Die ÖNWB wurde schließlich 1909 verstaatlicht, damit ging auch die Betriebsführung an die kkStB über.
Infolge des von Österreich verlorenen Ersten Weltkrieges gehörte die Strecke ab 1918 zum Netz der neu gegründeten Tschechoslowakischen Staatseisenbahnen (ČSD).
Die Zuckerfabrik in Močovice stellte zur Zeit der Weltwirtschaftskrise 1930 ihre Produktion ein. Danach sank die Verkehrsleistung nach Močovice auf ein Minimum. Im Jahr 1965 wurde die Strecke stillgelegt. Der Abschnitt bis zur chemischen Fabrik Kosmos in Čáslav wurde zur Anschlussbahn umgewandelt und ist bis heute in Betrieb. Der seit 1994 als Zenit firmierende Betrieb stellt Seifen und Reinigungsmittel her.
Der Bahnkörper der einstigen Lokalbahn ist auch heute noch fast vollständig erhalten. Teilweise wird er als Fahrweg genutzt. Das Empfangsgebäude von Močovice dient Wohnzwecken.